# 1606
Portal Geschichte | Portal Biografien | Aktuelle Ereignisse | Jahreskalender | Tagesartikel

◄ |
16. Jahrhundert |
17. Jahrhundert
| 18. Jahrhundert | ►

◄ |
1570er |
1580er |
1590er |
1600er
| 1610er | 1620er | 1630er | ►

◄◄ |
◄ |
1602 |
1603 |
1604 |
1605 |
1606
| 1607 | 1608 | 1609 | 1610 | ► | ►►
Staatsoberhäupter  · Nekrolog   · Musikjahr
| Januar | Januar | Januar | Januar | Januar | Januar | Januar | Januar |
| Kw     | Mo     | Di     | Mi     | Do     | Fr     | Sa     | So     |
| ------ | ------ | ------ | ------ | ------ | ------ | ------ | ------ |
| 52     |        |        |        |        |        |        | 1      |
| 1      | 2      | 3      | 4      | 5      | 6      | 7      | 8      |
| 2      | 9      | 10     | 11     | 12     | 13     | 14     | 15     |
| 3      | 16     | 17     | 18     | 19     | 20     | 21     | 22     |
| 4      | 23     | 24     | 25     | 26     | 27     | 28     | 29     |
| 5      | 30     | 31     |        |        |        |        |        |

| Februar | Februar | Februar | Februar | Februar | Februar | Februar | Februar |
| Kw      | Mo      | Di      | Mi      | Do      | Fr      | Sa      | So      |
| ------- | ------- | ------- | ------- | ------- | ------- | ------- | ------- |
| 5       |         |         | 1       | 2       | 3       | 4       | 5       |
| 6       | 6       | 7       | 8       | 9       | 10      | 11      | 12      |
| 7       | 13      | 14      | 15      | 16      | 17      | 18      | 19      |
| 8       | 20      | 21      | 22      | 23      | 24      | 25      | 26      |
| 9       | 27      | 28      |         |         |         |         |         |

| März | März | März | März | März | März | März | März |
| Kw   | Mo   | Di   | Mi   | Do   | Fr   | Sa   | So   |
| ---- | ---- | ---- | ---- | ---- | ---- | ---- | ---- |
| 9    |      |      | 1    | 2    | 3    | 4    | 5    |
| 10   | 6    | 7    | 8    | 9    | 10   | 11   | 12   |
| 11   | 13   | 14   | 15   | 16   | 17   | 18   | 19   |
| 12   | 20   | 21   | 22   | 23   | 24   | 25   | 26   |
| 13   | 27   | 28   | 29   | 30   | 31   |      |      |

| April | April | April | April | April | April | April | April |
| Kw    | Mo    | Di    | Mi    | Do    | Fr    | Sa    | So    |
| ----- | ----- | ----- | ----- | ----- | ----- | ----- | ----- |
| 13    |       |       |       |       |       | 1     | 2     |
| 14    | 3     | 4     | 5     | 6     | 7     | 8     | 9     |
| 15    | 10    | 11    | 12    | 13    | 14    | 15    | 16    |
| 16    | 17    | 18    | 19    | 20    | 21    | 22    | 23    |
| 17    | 24    | 25    | 26    | 27    | 28    | 29    | 30    |

| Mai | Mai | Mai | Mai | Mai | Mai | Mai | Mai |
| Kw  | Mo  | Di  | Mi  | Do  | Fr  | Sa  | So  |
| --- | --- | --- | --- | --- | --- | --- | --- |
| 18  | 1   | 2   | 3   | 4   | 5   | 6   | 7   |
| 19  | 8   | 9   | 10  | 11  | 12  | 13  | 14  |
| 20  | 15  | 16  | 17  | 18  | 19  | 20  | 21  |
| 21  | 22  | 23  | 24  | 25  | 26  | 27  | 28  |
| 22  | 29  | 30  | 31  |     |     |     |     |

| Juni | Juni | Juni | Juni | Juni | Juni | Juni | Juni |
| Kw   | Mo   | Di   | Mi   | Do   | Fr   | Sa   | So   |
| ---- | ---- | ---- | ---- | ---- | ---- | ---- | ---- |
| 22   |      |      |      | 1    | 2    | 3    | 4    |
| 23   | 5    | 6    | 7    | 8    | 9    | 10   | 11   |
| 24   | 12   | 13   | 14   | 15   | 16   | 17   | 18   |
| 25   | 19   | 20   | 21   | 22   | 23   | 24   | 25   |
| 26   | 26   | 27   | 28   | 29   | 30   |      |      |

| Juli | Juli | Juli | Juli | Juli | Juli | Juli | Juli |
| Kw   | Mo   | Di   | Mi   | Do   | Fr   | Sa   | So   |
| ---- | ---- | ---- | ---- | ---- | ---- | ---- | ---- |
| 26   |      |      |      |      |      | 1    | 2    |
| 27   | 3    | 4    | 5    | 6    | 7    | 8    | 9    |
| 28   | 10   | 11   | 12   | 13   | 14   | 15   | 16   |
| 29   | 17   | 18   | 19   | 20   | 21   | 22   | 23   |
| 30   | 24   | 25   | 26   | 27   | 28   | 29   | 30   |
| 31   | 31   |      |      |      |      |      |      |

| August | August | August | August | August | August | August | August |
| Kw     | Mo     | Di     | Mi     | Do     | Fr     | Sa     | So     |
| ------ | ------ | ------ | ------ | ------ | ------ | ------ | ------ |
| 31     |        | 1      | 2      | 3      | 4      | 5      | 6      |
| 32     | 7      | 8      | 9      | 10     | 11     | 12     | 13     |
| 33     | 14     | 15     | 16     | 17     | 18     | 19     | 20     |
| 34     | 21     | 22     | 23     | 24     | 25     | 26     | 27     |
| 35     | 28     | 29     | 30     | 31     |        |        |        |

| September | September | September | September | September | September | September | September |
| Kw        | Mo        | Di        | Mi        | Do        | Fr        | Sa        | So        |
| --------- | --------- | --------- | --------- | --------- | --------- | --------- | --------- |
| 35        |           |           |           |           | 1         | 2         | 3         |
| 36        | 4         | 5         | 6         | 7         | 8         | 9         | 10        |
| 37        | 11        | 12        | 13        | 14        | 15        | 16        | 17        |
| 38        | 18        | 19        | 20        | 21        | 22        | 23        | 24        |
| 39        | 25        | 26        | 27        | 28        | 29        | 30        |           |

| Oktober | Oktober | Oktober | Oktober | Oktober | Oktober | Oktober | Oktober |
| Kw      | Mo      | Di      | Mi      | Do      | Fr      | Sa      | So      |
| ------- | ------- | ------- | ------- | ------- | ------- | ------- | ------- |
| 39      |         |         |         |         |         |         | 1       |
| 40      | 2       | 3       | 4       | 5       | 6       | 7       | 8       |
| 41      | 9       | 10      | 11      | 12      | 13      | 14      | 15      |
| 42      | 16      | 17      | 18      | 19      | 20      | 21      | 22      |
| 43      | 23      | 24      | 25      | 26      | 27      | 28      | 29      |
| 44      | 30      | 31      |         |         |         |         |         |

| November | November | November | November | November | November | November | November |
| Kw       | Mo       | Di       | Mi       | Do       | Fr       | Sa       | So       |
| -------- | -------- | -------- | -------- | -------- | -------- | -------- | -------- |
| 44       |          |          | 1        | 2        | 3        | 4        | 5        |
| 45       | 6        | 7        | 8        | 9        | 10       | 11       | 12       |
| 46       | 13       | 14       | 15       | 16       | 17       | 18       | 19       |
| 47       | 20       | 21       | 22       | 23       | 24       | 25       | 26       |
| 48       | 27       | 28       | 29       | 30       |          |          |          |

| Dezember | Dezember | Dezember | Dezember | Dezember | Dezember | Dezember | Dezember |
| Kw       | Mo       | Di       | Mi       | Do       | Fr       | Sa       | So       |
| -------- | -------- | -------- | -------- | -------- | -------- | -------- | -------- |
| 48       |          |          |          |          | 1        | 2        | 3        |
| 49       | 4        | 5        | 6        | 7        | 8        | 9        | 10       |
| 50       | 11       | 12       | 13       | 14       | 15       | 16       | 17       |
| 51       | 18       | 19       | 20       | 21       | 22       | 23       | 24       |
| 52       | 25       | 26       | 27       | 28       | 29       | 30       | 31       |

| Januar | Januar | Januar | Januar | Januar | Januar | Januar | Januar |
| Kw     | Mo     | Di     | Mi     | Do     | Fr     | Sa     | So     |
| ------ | ------ | ------ | ------ | ------ | ------ | ------ | ------ |
| 52     |        |        |        |        |        |        | 1      |
| 1      | 2      | 3      | 4      | 5      | 6      | 7      | 8      |
| 2      | 9      | 10     | 11     | 12     | 13     | 14     | 15     |
| 3      | 16     | 17     | 18     | 19     | 20     | 21     | 22     |
| 4      | 23     | 24     | 25     | 26     | 27     | 28     | 29     |
| 5      | 30     | 31     |        |        |        |        |        |

| Februar | Februar | Februar | Februar | Februar | Februar | Februar | Februar |
| Kw      | Mo      | Di      | Mi      | Do      | Fr      | Sa      | So      |
| ------- | ------- | ------- | ------- | ------- | ------- | ------- | ------- |
| 5       |         |         | 1       | 2       | 3       | 4       | 5       |
| 6       | 6       | 7       | 8       | 9       | 10      | 11      | 12      |
| 7       | 13      | 14      | 15      | 16      | 17      | 18      | 19      |
| 8       | 20      | 21      | 22      | 23      | 24      | 25      | 26      |
| 9       | 27      | 28      |         |         |         |         |         |

| März | März | März | März | März | März | März | März |
| Kw   | Mo   | Di   | Mi   | Do   | Fr   | Sa   | So   |
| ---- | ---- | ---- | ---- | ---- | ---- | ---- | ---- |
| 9    |      |      | 1    | 2    | 3    | 4    | 5    |
| 10   | 6    | 7    | 8    | 9    | 10   | 11   | 12   |
| 11   | 13   | 14   | 15   | 16   | 17   | 18   | 19   |
| 12   | 20   | 21   | 22   | 23   | 24   | 25   | 26   |
| 13   | 27   | 28   | 29   | 30   | 31   |      |      |

| April | April | April | April | April | April | April | April |
| Kw    | Mo    | Di    | Mi    | Do    | Fr    | Sa    | So    |
| ----- | ----- | ----- | ----- | ----- | ----- | ----- | ----- |
| 13    |       |       |       |       |       | 1     | 2     |
| 14    | 3     | 4     | 5     | 6     | 7     | 8     | 9     |
| 15    | 10    | 11    | 12    | 13    | 14    | 15    | 16    |
| 16    | 17    | 18    | 19    | 20    | 21    | 22    | 23    |
| 17    | 24    | 25    | 26    | 27    | 28    | 29    | 30    |

| Mai | Mai | Mai | Mai | Mai | Mai | Mai | Mai |
| Kw  | Mo  | Di  | Mi  | Do  | Fr  | Sa  | So  |
| --- | --- | --- | --- | --- | --- | --- | --- |
| 18  | 1   | 2   | 3   | 4   | 5   | 6   | 7   |
| 19  | 8   | 9   | 10  | 11  | 12  | 13  | 14  |
| 20  | 15  | 16  | 17  | 18  | 19  | 20  | 21  |
| 21  | 22  | 23  | 24  | 25  | 26  | 27  | 28  |
| 22  | 29  | 30  | 31  |     |     |     |     |

| Juni | Juni | Juni | Juni | Juni | Juni | Juni | Juni |
| Kw   | Mo   | Di   | Mi   | Do   | Fr   | Sa   | So   |
| ---- | ---- | ---- | ---- | ---- | ---- | ---- | ---- |
| 22   |      |      |      | 1    | 2    | 3    | 4    |
| 23   | 5    | 6    | 7    | 8    | 9    | 10   | 11   |
| 24   | 12   | 13   | 14   | 15   | 16   | 17   | 18   |
| 25   | 19   | 20   | 21   | 22   | 23   | 24   | 25   |
| 26   | 26   | 27   | 28   | 29   | 30   |      |      |

| Juli | Juli | Juli | Juli | Juli | Juli | Juli | Juli |
| Kw   | Mo   | Di   | Mi   | Do   | Fr   | Sa   | So   |
| ---- | ---- | ---- | ---- | ---- | ---- | ---- | ---- |
| 26   |      |      |      |      |      | 1    | 2    |
| 27   | 3    | 4    | 5    | 6    | 7    | 8    | 9    |
| 28   | 10   | 11   | 12   | 13   | 14   | 15   | 16   |
| 29   | 17   | 18   | 19   | 20   | 21   | 22   | 23   |
| 30   | 24   | 25   | 26   | 27   | 28   | 29   | 30   |
| 31   | 31   |      |      |      |      |      |      |

| August | August | August | August | August | August | August | August |
| Kw     | Mo     | Di     | Mi     | Do     | Fr     | Sa     | So     |
| ------ | ------ | ------ | ------ | ------ | ------ | ------ | ------ |
| 31     |        | 1      | 2      | 3      | 4      | 5      | 6      |
| 32     | 7      | 8      | 9      | 10     | 11     | 12     | 13     |
| 33     | 14     | 15     | 16     | 17     | 18     | 19     | 20     |
| 34     | 21     | 22     | 23     | 24     | 25     | 26     | 27     |
| 35     | 28     | 29     | 30     | 31     |        |        |        |

| September | September | September | September | September | September | September | September |
| Kw        | Mo        | Di        | Mi        | Do        | Fr        | Sa        | So        |
| --------- | --------- | --------- | --------- | --------- | --------- | --------- | --------- |
| 35        |           |           |           |           | 1         | 2         | 3         |
| 36        | 4         | 5         | 6         | 7         | 8         | 9         | 10        |
| 37        | 11        | 12        | 13        | 14        | 15        | 16        | 17        |
| 38        | 18        | 19        | 20        | 21        | 22        | 23        | 24        |
| 39        | 25        | 26        | 27        | 28        | 29        | 30        |           |

| Oktober | Oktober | Oktober | Oktober | Oktober | Oktober | Oktober | Oktober |
| Kw      | Mo      | Di      | Mi      | Do      | Fr      | Sa      | So      |
| ------- | ------- | ------- | ------- | ------- | ------- | ------- | ------- |
| 39      |         |         |         |         |         |         | 1       |
| 40      | 2       | 3       | 4       | 5       | 6       | 7       | 8       |
| 41      | 9       | 10      | 11      | 12      | 13      | 14      | 15      |
| 42      | 16      | 17      | 18      | 19      | 20      | 21      | 22      |
| 43      | 23      | 24      | 25      | 26      | 27      | 28      | 29      |
| 44      | 30      | 31      |         |         |         |         |         |

| November | November | November | November | November | November | November | November |
| Kw       | Mo       | Di       | Mi       | Do       | Fr       | Sa       | So       |
| -------- | -------- | -------- | -------- | -------- | -------- | -------- | -------- |
| 44       |          |          | 1        | 2        | 3        | 4        | 5        |
| 45       | 6        | 7        | 8        | 9        | 10       | 11       | 12       |
| 46       | 13       | 14       | 15       | 16       | 17       | 18       | 19       |
| 47       | 20       | 21       | 22       | 23       | 24       | 25       | 26       |
| 48       | 27       | 28       | 29       | 30       |          |          |          |

| Dezember | Dezember | Dezember | Dezember | Dezember | Dezember | Dezember | Dezember |
| Kw       | Mo       | Di       | Mi       | Do       | Fr       | Sa       | So       |
| -------- | -------- | -------- | -------- | -------- | -------- | -------- | -------- |
| 48       |          |          |          |          | 1        | 2        | 3        |
| 49       | 4        | 5        | 6        | 7        | 8        | 9        | 10       |
| 50       | 11       | 12       | 13       | 14       | 15       | 16       | 17       |
| 51       | 18       | 19       | 20       | 21       | 22       | 23       | 24       |
| 52       | 25       | 26       | 27       | 28       | 29       | 30       | 31       |

## Ereignisse

### Politik und Weltgeschehen

#### England / Schottland
- 12. April: Nachdem England und Schottland im Jahr 1603 durch James I./VI. in Personalunion vereinigt worden sind, wird durch königliches Dekret erstmals der Union Jack verwendet.

#### Achtzigjähriger Krieg

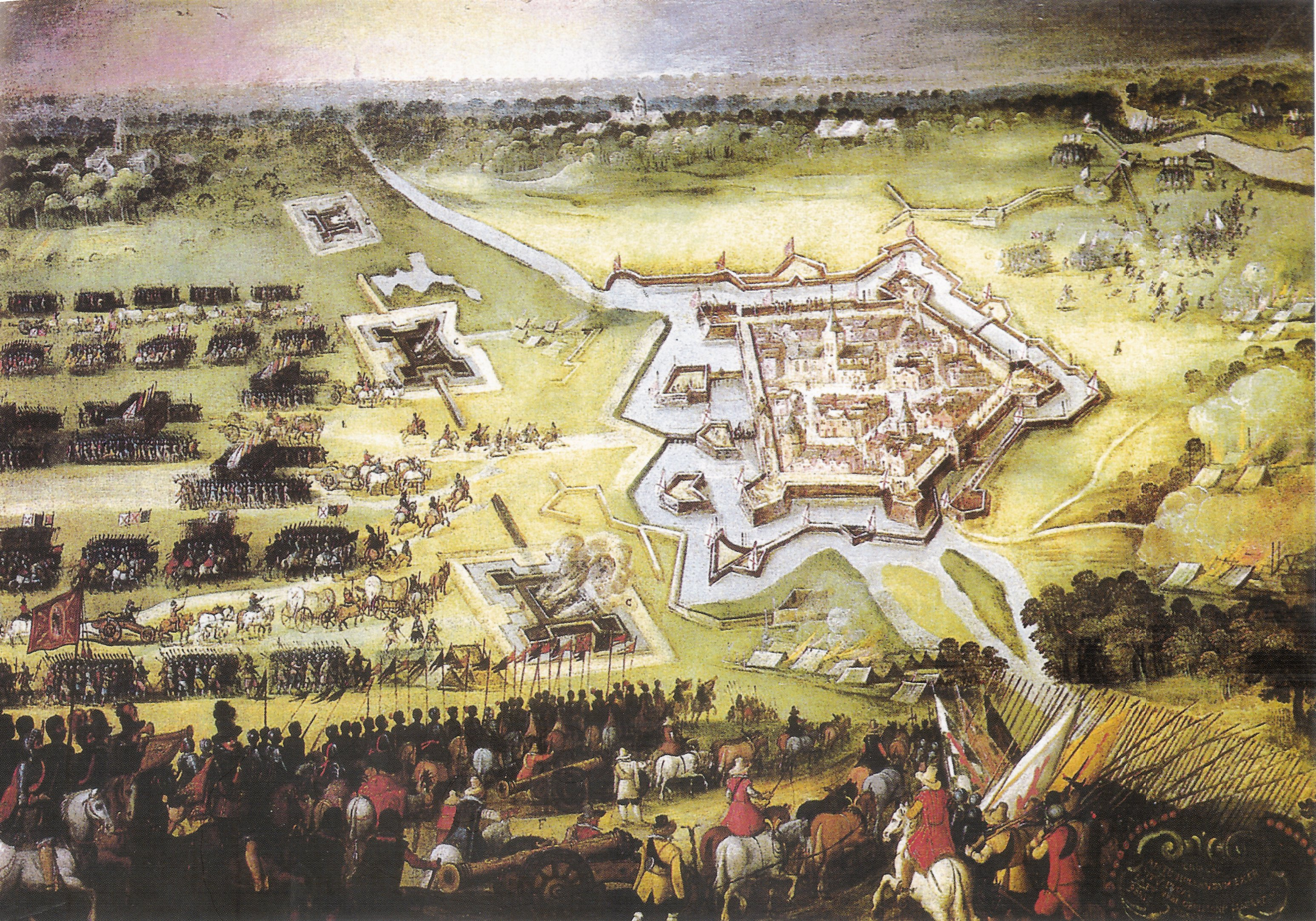
Die Belagerung von Groenlo durch die Niederländer im November (Pieter Snayers)

- 3. bis 14. August: Die Belagerung von Groenlo durch spanische Truppen unter Ambrosio Spinola im Achtzigjährigen Krieg endet mit der Eroberung der Stadt. Der Versuch einer Rückeroberung wenige Monate später durch Moritz von Oranien scheitert an der mangelhaften Vorbereitung.

#### Mitteleuropa
- 25. April: Beim Kreuz- und Fahnengefecht in Donauwörth wird der katholische Markusumzug von Protestanten gestört. Der Zwischenfall endet in einer Prügelei.
- 23. Juni: Der Frieden von Wien beendet einen mehrmonatigen, gegen die Habsburger gerichteten Aufstand in Oberungarn. Erzherzog Matthias von Österreich erkennt darin den Anführer Stephan Bocskai als Fürst Siebenbürgens an und gewährt Calvinisten und Lutheranern in Oberungarn Religionsfreiheit.
- 11. November: Der Friede von Zsitvatorok beendet den Langen Türkenkrieg der Habsburger unter Rudolf II. mit dem Osmanischen Reich, der mit der Schlacht bei Sissek im Jahr 1593 begann.
- Kurfürst Friedrich IV. von der Pfalz befestigt die Stadt Mannheim und baut die Feste Friedrichsburg.

#### Russland

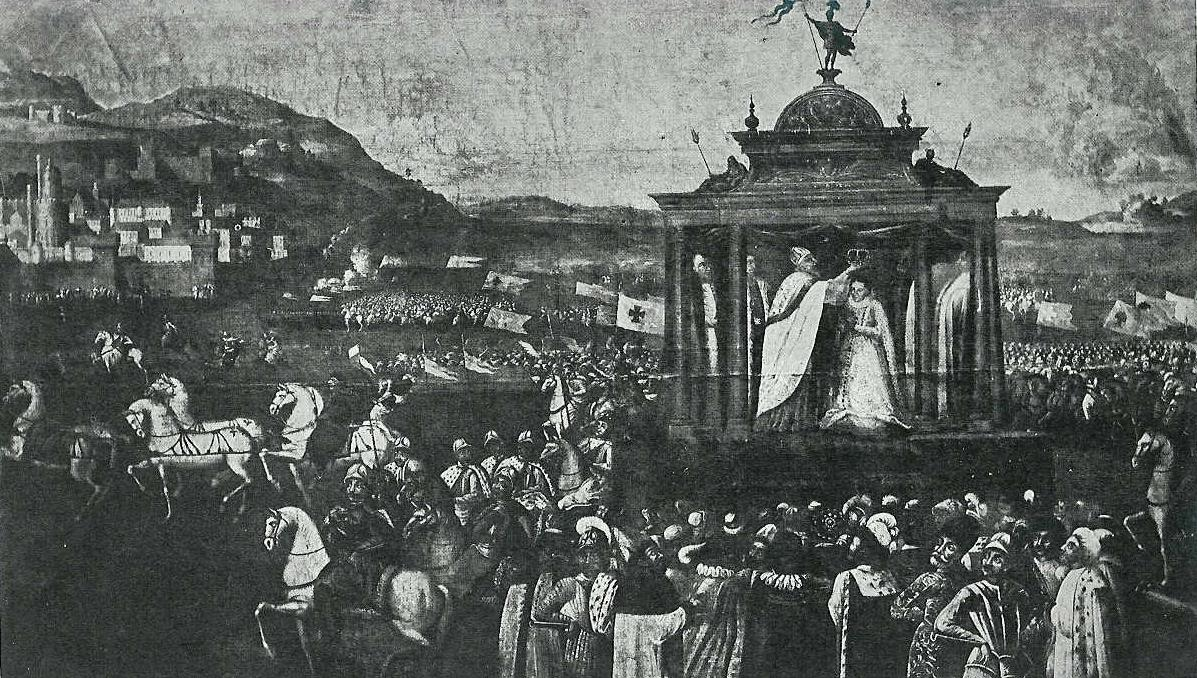
Krönung von Marina Mniszech in Moskau von Tommaso Dolabella

- 8. Mai: Zar Pseudodimitri I. heiratet in der Mariä-Entschlafens-Kathedrale, die Tochter des polnischen Magnaten Marina Mniszech und löst dadurch eine Welle antilateinischen Protests unter den Moskauer Bojaren aus.
- 17. Mai: Der falsche Dimitri, der als angeblicher Sohn von Iwan IV. russischer Zar geworden ist, wird durch revoltierende Adlige ermordet. Wassili IV. wird am 19. Mai von seinen Parteifreunden zum Nachfolger proklamiert und am 1. Juni 1606 zum Zaren gekrönt. Mit schwedischer Hilfe gelingt es ihm, bis 1610 den Thron zu halten, bevor er auf Betreiben Polens gestürzt werden kann.
- 28. Oktober bis 2. Dezember: Fünfwöchige Belagerung Moskaus. Nach der Ermordung des Falschen Dimitris formiert sich in den südlichen Regionen unter seinen ehemaligen Anhängern eine Oppositionsbewegung gegen den neuen Bojarenzaren Wassili IV., die sich zu einer sozialen Protestbewegung ausweitet. Ihr Führer Iwan Issajewitsch Bolotnikow sammelt aufrührerische Bauern und Knechte um sich und tritt im Juli 1606 von Putywl aus zum Marsch auf Moskau an. Die Aufständischen setzen sich schließlich nach der Niederlage bei Kotly und der Erstürmung Kolomenskojes nach Kaluga ab.

#### Afrika
- Der dritte Versuch der Niederländer, die Stadt Elmina an der Portugiesischen Goldküste zu erobern, scheitert.

#### Entdeckungsreisen
- 10. Februar: Auf seiner Reise über den Pazifik stößt der portugiesische Seefahrer Pedro Fernández de Quirós auf eine bewohnte Insel, die er Conversion de San Pablo nennt. Möglicherweise handelt es sich dabei um Tahiti. Am 3. Mai erreicht er die Neuen Hebriden. Eine besonders große Insel nennt er La Austrialia del Espíritu Santo in dem Glauben, den legendären Südkontinent Terra Australis erreicht zu haben.

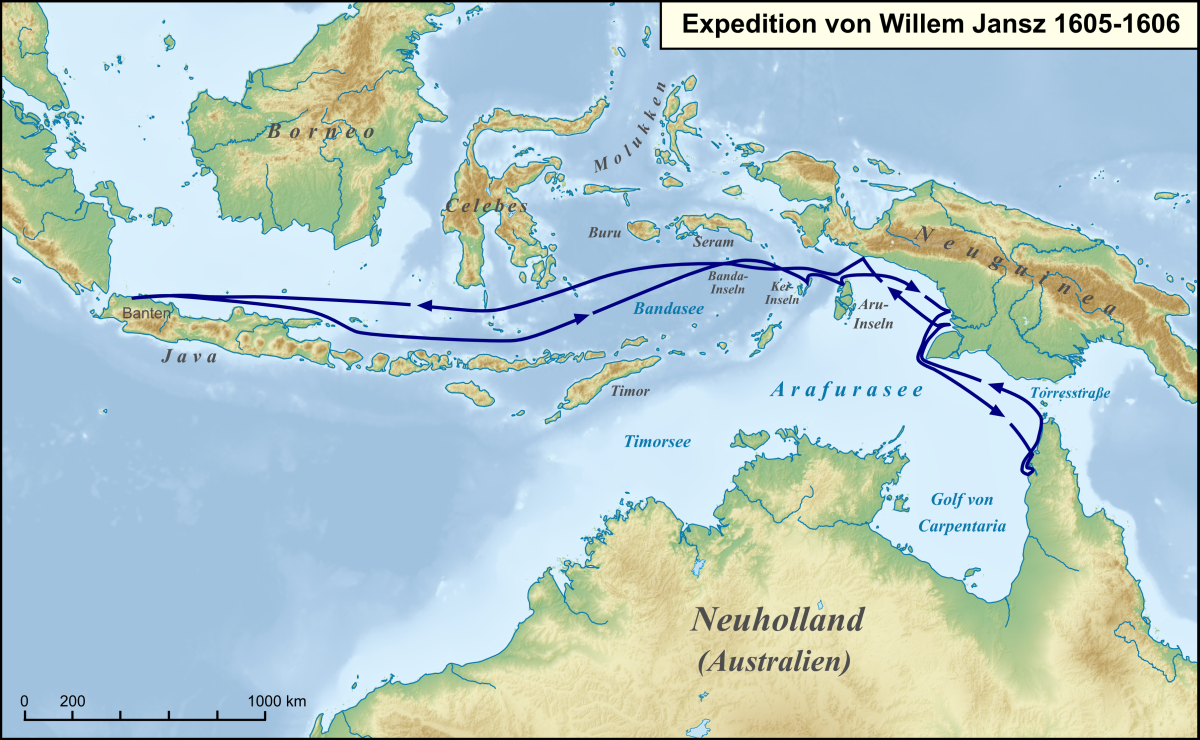
Die Route von Willem Jansz auf der Duyfken

- Februar oder März: Der Kontinent Australien wird erstmals von dem Niederländer Willem Jansz gesichtet und auf der Kap-York-Halbinsel betreten.

### Wirtschaft

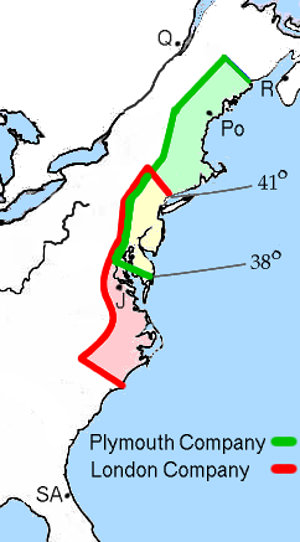
Landzuweisungen der London und Plymouth Company

- 10. April: Mit einer Charta gründet der englische König James I. auf Initiative von Bartholomew Gosnold die Plymouth Company und die Virginia Company of London. Beide Virginia Companys werden gegründet, um die Ostküste von Nordamerika zu besiedeln. Die London Company darf die Gebiete südlich des 41. Breitengrad bis hin zum 34. Breitengrad erschließen, die Plymouth Company wiederum die Gebiete nördlich des 38. Breitengrad bis hin zum 45. Breitengrad; im Gebiet zwischen dem 38. und dem 41. Breitengrad sollen die Siedlungen der Gesellschaften einen Abstand von mindestens 100 Meilen (ca. 160 km) halten.
- Der erste Versuch der Plymouth Company, eine Kolonie zu gründen, scheitert an den Spaniern, die das Schiff der Engländer im August vor Florida kapern und die Besatzung gefangen nehmen.
- Im Dezember sticht eine aus drei Schiffen bestehende Flotte der London Company, zusammengestellt durch Bartholomew Gosnold, mit 144 Personen an Bord in Richtung Chesapeake Bay in See, wo im April des Folgejahres die Siedlung James Fort gegründet wird.

### Kultur

#### Bildende Kunst

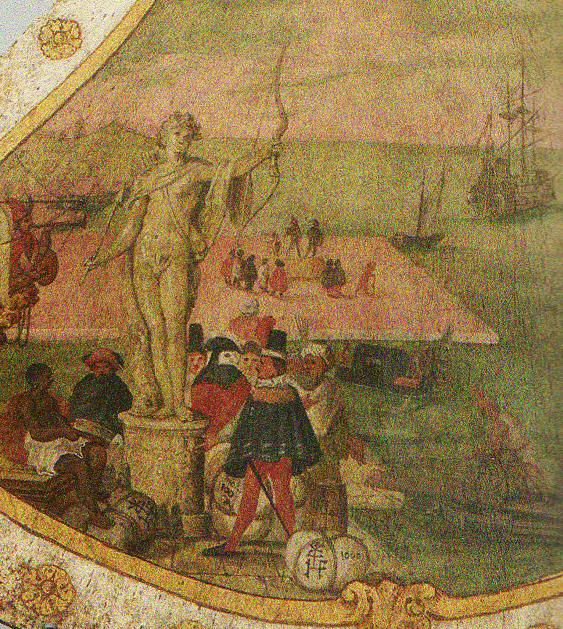
Venezianische Hafenszene

- Das Ölgemälde Venezianische Hafenszene auf Walschulterblatt entsteht.

#### Musik und Theater
- 26. Dezember: William Shakespeares Tragödie The Tragedy of King Lear (König Lear) wird am englischen Hof aufgeführt.
- Das Ottoneum in Kassel wird als erster fester und geschlossener Theaterbau auf dem europäischen Kontinent fertiggestellt.
- Thomas Middleton schreibt Der Puritaner und William Shakespeare Antonius und Cleopatra sowie Macbeth.

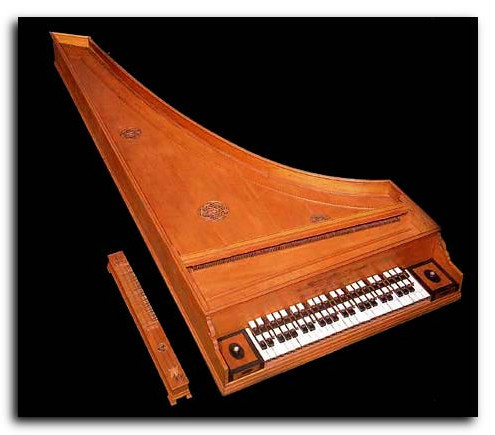
Clavemusicum omnitonum (Vito Trasuntino, 1606)

- Vido de Trasuntino baut in Venedig das Clavemusicum omnitonum, ein Cembalo von C bis c’’’ mit 31 Tasten pro Oktave.

### Gesellschaft
- In Frankreich wird die Gesellschaft der heiligen Ursula von Anne de Xainctonge gegründet, die sich vorwiegend dem Unterricht von Mädchen in der Schule widmet.

### Religion
- 20. November: Der englische König Jakob I. weist in einem Schreiben die Geschäftsführer der Virginia Company of London an, die amerikanischen Ureinwohner gewaltsam zum Anglikanismus zu bekehren.
- Die Benediktiner errichten in Luxemburg ihre neue Abtei Neumünster.

## Historische Karten und Ansichten

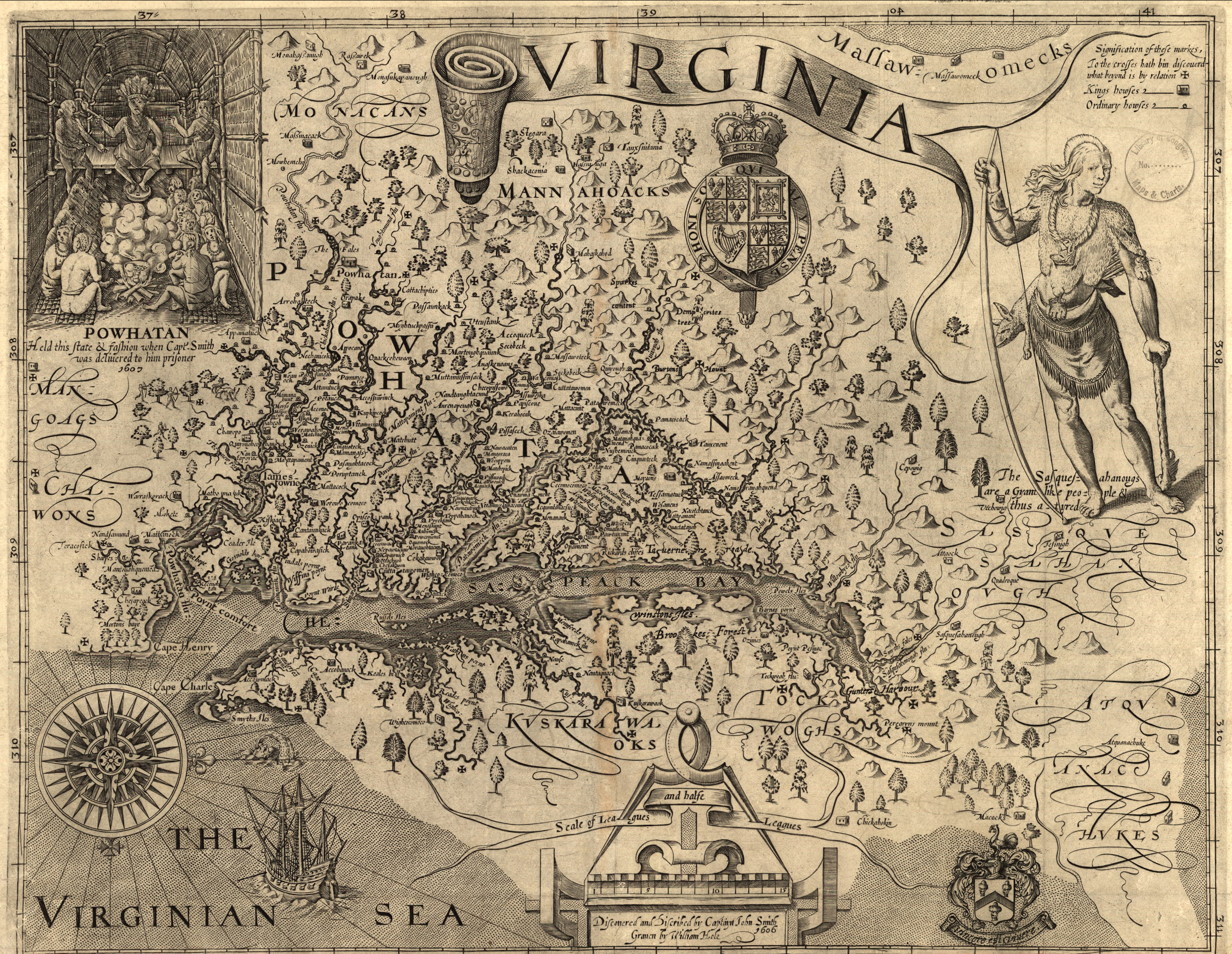
Virginia 1606

## Geboren

### Geburtsdatum gesichert
- 01. Januar: Siegmund Wiprecht von Zerbst, deutscher Hofbeamter und Politiker († 1682)
- 03. Januar: Daniel von Plessen, deutscher Verwaltungsbeamter († 1672)
- 09. Februar: Franz Ico von Frydag, deutscher Offizier und Diplomat († 1652)
- 10. Februar: Christina von Frankreich, Herzogin von Savoyen († 1663)
- 12. Februar: John Winthrop, Jr., englischer Gouverneur der Colony of Connecticut († 1676)
- 23. Februar: Georg Friedrich, Graf bzw. Fürst von Nassau-Siegen († 1674)
- 03. März: Edmund Waller, englischer Dichter und Politiker († 1687)
- 05. März: Johann Georg Reinhard, deutscher Jurist und Verwaltungsbeamter († 1672)
- 12. März: Johann Caspar Bauhin, schweizerischer Arzt und Botaniker († 1685)
- 18. März: Johann von Schleswig-Holstein-Gottorf, Fürstbischof von Lübeck († 1655)
- 20. März: Georg von Derfflinger, brandenburgischer Generalfeldmarschall († 1695)
- 01. April: Ernst Christoph, Graf von Rietberg († 1640)
- 14. April: Juliane von Hessen-Darmstadt, Gräfin von Ostfriesland († 1659)
- 03. Mai: Lorenzo Lippi, italienischer Maler und Dichter († 1665)
- 12. Mai: Joachim von Sandrart, deutscher Maler, Kupferstecher und Kunsthistoriker († 1688)
- 14. Mai: Agnes von Hessen-Kassel, Fürstin von Anhalt-Dessau († 1650)
- 03. Juni: Georg Aribert von Anhalt-Dessau, anhaltischer Regent († 1643)

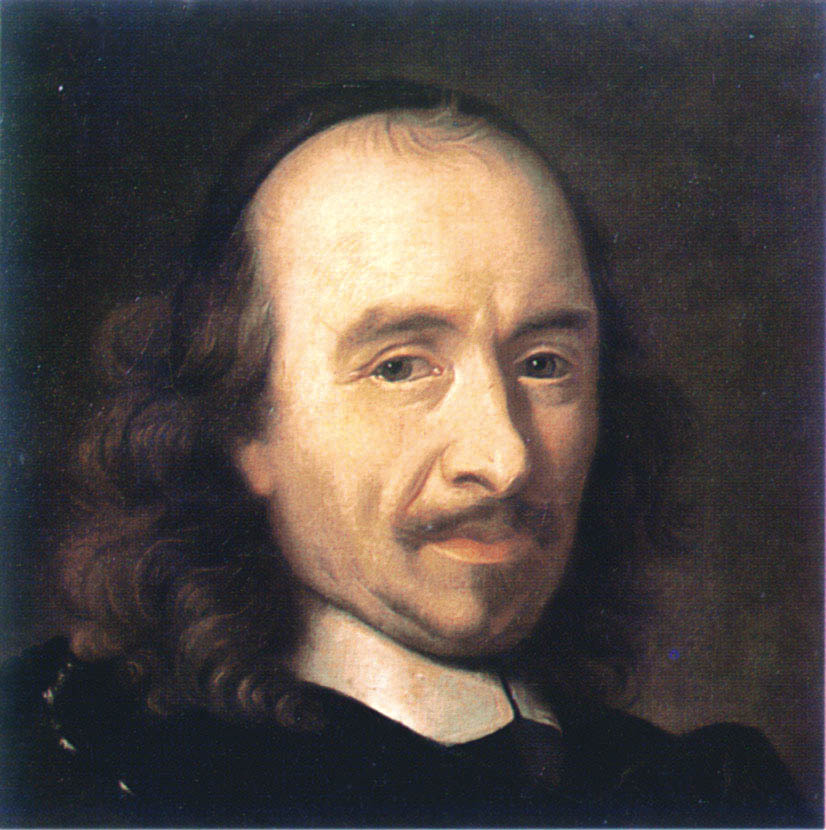
Pierre Corneille

- 06. Juni: Pierre Corneille, französischer Schriftsteller († 1684)
- 07. Juni: Francesco Gonzaga, Herzog von Rethel († 1622)
- 10. Juni: Corfitz Ulfeldt, dänischer Staatsmann († 1664)
- 19. Juni: James Hamilton, 1. Duke of Hamilton, englischer Adeliger und Heerführer († 1649)
- 06. Juli: Justus Henricus Heidfeldt, reformierter Theologe und Philologe, Lehrer am gräflichen Hof Dillenburg († 1667)

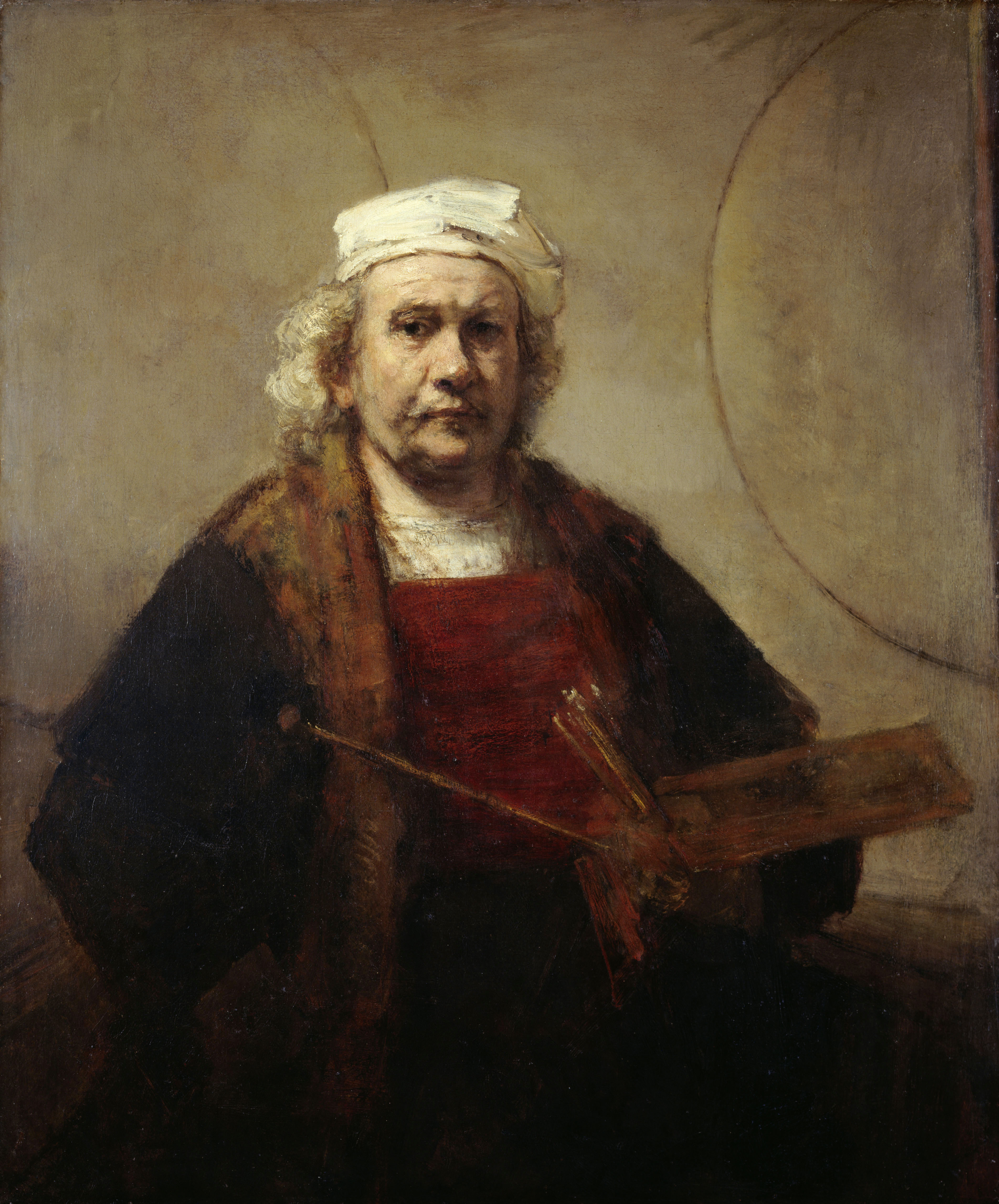
Rembrandt van Rijn, 1660

- 15. Juli: Rembrandt van Rijn, niederländischer Maler († 1669)
- 08. August: Achatius von Quitzow, Mitglied der Fruchtbringenden Gesellschaft († 1653)
- 18. August: Maria Anna von Spanien, Königin von Böhmen und Ungarn, römisch-deutsche Kaiserin († 1646)
- 22. August: Camille de Neufville de Villeroy, Erzbischof von Lyon († 1693)
- 12. Oktober: Christoph Bernhard von Galen, Fürstbischof von Münster († 1678)
- 14. Oktober: Joan Maetsuycker, Generalgouverneur von Niederländisch-Indien († 1678)
- 09. November: Hermann Conring, Polyhistor, Leibarzt Christinas von Schweden, dänischer Staatsrat und Leiter des bremen-verdischen Archivs in Stade († 1681)
- 09. November: Christoph Althofer, deutscher lutherischer Theologe († 1660)
- 12. November: Jeanne Mance, französische Laienschwester und Krankenpflegerin († 1673)
- 13. November: Giacinto Andrea Cicognini, italienischer Dramatiker und Librettist († 1649)
- 18. Dezember: Niccolò Sagredo, 105. Doge von Venedig († 1676)

### Genaues Geburtsdatum unbekannt
- Februar: William Davenant, englischer Schriftsteller und Theaterdirektor († 1668)
- Frang Bardhi, Bischof der Diözese Sapa und Sardes († 1643)
- Jan Davidsz. de Heem, niederländischer Maler († 1683/1684)

## Gestorben

### Erstes Halbjahr
- 11. Januar: Arnold II. (IV.), Graf von Bentheim-Tecklenburg (* 1554)
- 17. Januar: Heinrich IV., Graf von Sayn-Sayn (* 1539)
- 20. Januar: Sibylle Elisabeth von Württemberg, Herzogin von Sachsen (* 1584)
- 30. Januar: Benedikt von Ahlefeldt, Gutsherr des Adligen Gutes Lehmkuhlen (* 1546)

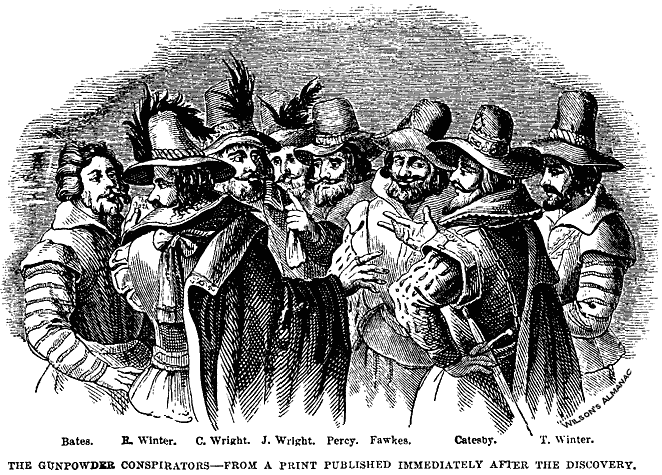
Die Verschwörer des Gunpowder-Plots: Guy Fawkes ist der dritte von rechts

- 31. Januar: Guy Fawkes, englisch-katholischer Offizier, Attentäter auf den englischen König Jakob I. (* 1570)
- 01. Februar: Guillaume Costeley, französischer Organist und Komponist (* um 1531)
- 10. Februar: Gaspar de Zúñiga y Acevedo, spanischer Offizier, Vizekönig von Neuspanien und Vizekönig von Peru (* um 1560)
- 02. März: Martin Moller, deutscher Mystiker, Erbauungsschriftsteller und Kirchenlieddichter (* 1547)
- 06. März: Zbynko Berka von Duba und Leipa, Erzbischof von Prag (* 1551)
- 06. März: Philipp, Graf zu Hohenlohe-Neuenstein, General der Aufständischen im Achtzigjährigen Krieg (* 1550)
- 07. März: Bogislaw XIII., Herzog von Pommern (* 1544)
- 10. März: Jakob, Kaiser von Äthiopien (* vor/um 1590)
- 15. März: Balthasar von Dernbach, Fürstabt von Fulda (* 1548)
- 23. März: Justus Lipsius, flämischer Rechtsphilosoph und Philologe (* 1547)
- 02. April: Jakob Lindner, deutscher Pädagoge (* 1544)
- 03. April: Charles Blount, 1. Earl of Devonshire, englischer Staatsmann und Vizekönig von Irland (* 1563)
- 08. April: Karl II., Graf von Hohenzollern-Sigmaringen (* 1547)
- 10. April: Wolf Ernst zu Stolberg, Landesherr verschiedener Stolberger und Wernigerodaer Landesteile (* 1546)
- 14. April: Joachim Scheel, schwedischer Reichsadmiral (* 1531)
- 03. Mai: Henry Garnet, englischer Jesuit (* 1555)
- 04. Mai: Hans von Khevenhüller-Frankenburg, kaiserlicher Gesandter in Madrid (* 1538)
- 18. Mai: Wolfgang Amling, deutscher Theologe (* 1542)
- 26. Mai: Diego Núñez de Avendaño, spanischer Jurist und Vizekönig von Peru (* vor 1580)
- 27. Mai: der falsche Dimitri, Zar von Russland, laut seinen Gegnern in Wirklichkeit Juri Otrepjew
- 30. Mai: Arjan Dev, fünfter Guru der Sikhs (* 1563)

### Zweites Halbjahr
- 02. Juli: Matthäus Ackermann, kursächsischer Beamter (* 1544)
- 07. Juli: Christoph, Inhaber der Herrschaft Harburg (* 1570)
- 06. August: Ottaviano Nonni, italienischer Architekt, Bildhauer und Maler (* 1536)
- 23. August: Eleonora von Zimmern, deutsche Adelige (* 1554)
- 09. September: Leonhard Lechner, Tiroler Komponist (* um 1553)
- 11. September: Karel van Mander, flämischer Dichter, Schriftsteller, Maler und Zeichner (* 1548)
- 27. September: William Douglas, 6. Earl of Morton, schottischer Peer (* um 1540)
- 18. Oktober: Johann VI., Graf von Nassau-Dillenburg und Regent von Gelderland (* 1536)
- 28. Oktober: Adolf Occo, deutscher Mediziner (* 1524)
- 15. November: Erasmus Habermehl, deutscher Uhrmacher und Verfertiger von astronomischen und geodätischen Instrumenten (* um 1538)
- 24. November: Johann von Efferen, Burgherr der Burg Stolberg
- 29. Dezember: Stephan Bocskai, reformierter Fürst in Siebenbürgen (* 1557)
- 30. Dezember: Heinrich Bünting, deutscher evangelischer Theologe und Chronist (* 1545)

### Genaues Todesdatum unbekannt
- November: John Lyly, englischer Schriftsteller (* 1553)
- Jacques d’Amboise, französischer Chirurg (* 1559)
- Tiziano Aspetti, italienischer Bildhauer (* um 1559)
- Giovanni Andrea Doria, genuesischer Admiral, Oberbefehlshaber über die im spanischen Dienste stehende genuesische Flotte (* 1539)
- Jacob Ramminger, württembergischer Schreiber, Konstrukteur mathematisch-astronomischer Instrumente und Kartograph (* 1535)